# Ludwig Stiglbauer
Ludwig Stiglbauer (* 27. Januar 1905 in Brandis; † 6. September 1964 in München) war ein deutscher Fußballspieler. Am 14. Juni 1931 unterlag er mit dem TSV 1860 München im Finale der Deutschen Meisterschaft Hertha BSC mit 2:3.

## Karriere
Der von Teutonia München zu den „Löwen“ gekommene Angriffsspieler Ludwig „Stixe“ Stiglbauer gehörte von 1926 bis 1935 dem Kader der ersten Mannschaft des SV 1860 München, der sich ab 13. März 1934 TSV 1860 München nannte, an. Trainer Max Breunig führte die Weiß-Blauen in der Saison 1926/27 über die Bezirksliga Bayern (2. Platz), die süddeutsche Endrunde der Zweiten (1. Platz) und einem Qualifikationsspiel am 24. April 1927 in Pforzheim gegen den FSV Frankfurt (2:0) in die Endrunde um die deutsche Fußballmeisterschaft. Nach Erfolgen gegen den FC Schalke 04 (3:1) und den VfB Leipzig (3:0) scheiterten die „Löwen“ im Halbfinale gegen den 1. FC Nürnberg. Stiglbauer hatte in den drei Endrundenspielen jeweils auf Rechtsaußen gestürmt. Er bildete zusammen mit dem Halbrechten Josef Hornauer den rechten Flügel der Elf von Trainer Breunig.
Die zweite herausragende Runde lieferten Stiglbauer und seine Mannschaftskameraden in der Saison 1930/31 ab. Altnationalspieler Breunig war wieder als Trainer für Richard Dombi zurückgekehrt und das „Löwen“-Spiel verbesserte sich stetig. In der südbayerischen Ligarunde musste sich die Mannschaft aus Giesing noch hinter dem FC Bayern mit dem zweiten Platz begnügen. In der süddeutschen Endrunde fand die Mannschaft aber zu ihrer Bestform. Nach 14 Spielen erreichten die „Sechzger“ mit 70:21 Toren und 26:2 Punkten vor dem 1. FC Nürnberg den ersten Rang. Durch den anschließenden Erfolg im Qualifikationsspiel gegen Phönix Ludwigshafen war man dann wieder für die Endrunde um die deutsche Meisterschaft qualifiziert. Dort setzten sich die Münchner mit ihrem Stammangriff Stiglbauer, Ludwig Lachner, Anton Huber, Otto Oeldenberger und Gustav Thalmeier gegen den Meidericher Spielverein (4:1), Tennis Borussia Berlin (1:0) und im Halbfinale mit 2:0 gegen Holstein Kiel durch und zogen in das Endspiel 1931 ein. Mit 3:2 Toren setzte sich Titelverteidiger Hertha BSC am 14. Juni in Köln durch, die spielerisch überzeugenden „Löwen“ mussten sich mit der Vizemeisterschaft begnügen.
Stiglbauer zog mit den 60ern 1933 noch ein drittes Mal in die deutsche Endrunde ein. Hier scheiterte man aber im Halbfinale am FC Schalke 04. Insgesamt hat er 10 Einsätze um die deutsche Meisterschaft bestritten und dabei ein Tor erzielt.
Im Wettbewerb des Bundespokals war er am 9. Oktober 1927 in Duisburg in der süddeutschen Auswahl aktiv, die mit 3:4 Toren gegen Westdeutschland verlor. Der Süden trat dabei mit einer „Münchner Stadtauswahl“ an. 1860 stellte mit Alois Pledl, Josef Wendl, Ludwig Stiglbauer und Josef Hornauer vier Spieler. Der FC Bayern mit Adolf Schwab, Hans Schmid, Emil Kutterer, Ludwig Hofmeister, Josef Pöttinger und Ludwig Hofmann sogar sechs Akteure, die noch durch Fritz Nebauer vom FC Wacker ergänzt wurden. Beim 4:3-Finalsieg nach Verlängerung von Süddeutschland am 19. April 1931 in Dresden gegen Mitteldeutschland, bildete er mit Vereinskamerad Ludwig Lachner die rechte Angriffsseite. Der Rechtsaußen brachte in der 33. Minute den Süden mit einem Treffer mit 2:1 in Führung.